# Corp (matematică)
În algebră, un corp se referă la o mulțime pe care sunt definite niște operații binare numite adunare, scădere, înmulțire și împărțire, cu aceleași proprietății algebrice ca operațiile corespunzătoare pe numerele reale (cu posibila excepție a comutativității înmulțirii; a se vedea mai jos).
Conceptul de corp a fost dezvoltat în secolul al XIX-lea, în trei domenii separate ale matematicii: rezoluția ecuaților polinomiale (cu ce a devenit teoria lui Galois), teoria algebrică a numerelor, și geometria algebrică. A fost un concept unificator, iar corpurile au devenit o structură de bază a matematicii moderne care joacă un rol fundamental în mai multe ramuri ale matematicii.

## Definiție
Se numește corp un triplet {\displaystyle (K,+,*)} în care {\displaystyle K} este o mulțime cu cel puțin două elemente, iar {\displaystyle +} și {\displaystyle *} sunt două operații pe {\displaystyle K} (numite „adunare”, respectiv „înmulțire”) satisfăcând următoarele trei axiome:
1. {\displaystyle (K,+)} este grup abelian cu elementul neutru notat cu {\displaystyle 0}.
2. {\displaystyle (K\setminus \{0\},*)} este grup cu elementul neutru notat cu {\displaystyle 1}.
3. „Înmulțirea” este distributivă față de „adunare”, adică pentru orice {\displaystyle x,y,z\in K}:

{\displaystyle x*(y+z)=x*y+x*z}
{\displaystyle (y+z)*x=y*x+z*x}
Dacă, în plus, „înmulțirea” este comutativă, atunci tripletul {\displaystyle (K,+,*)} se numește corp comutativ.
Grupul {\displaystyle (K,+)} se numește grupul aditiv al corpului, iar grupul {\displaystyle (K\setminus \{0\},*)} se numește grupul multiplicativ al elementelor nenule ale corpului.

## Exemple
Mulțimea {\displaystyle \mathbb {Q} } (respectiv {\displaystyle \mathbb {R} }) a numerelor raționale (respectiv reale) înzestrată cu operațiile de adunare și înmulțire are o structură de corp comutativ, numit corpul numerelor raționale (respectiv corpul numerelor reale).
Inelul {\displaystyle \mathbb {Z} /p\mathbb {Z} } al claselor de resturi modulo p este corp comutativ dacă și numai dacă p este un număr prim. Reciproc, orice corp finit al cărui cardinal p este prim este izomorf cu {\displaystyle \mathbb {Z} /p\mathbb {Z} }.

## Subcorp

### Definiție
O submulțime {\displaystyle F} a unui corp {\displaystyle K} se numește subcorp al lui {\displaystyle K}, dacă operațiile algebrice definite pe {\displaystyle K} induc pe {\displaystyle F} operații algebrice, împreună cu care {\displaystyle F} este corp.
Dacă {\displaystyle F} este subcorp al lui {\displaystyle K}, atunci {\displaystyle K} se numește extindere a lui {\displaystyle F} și se notează {\displaystyle F\subseteq K} sau {\displaystyle K\supseteq F}.

### Caracterizare
O submulțime nevidă {\displaystyle F} a unui corp {\displaystyle K} este un subcorp a lui {\displaystyle K} dacă și numai dacă:
1. {\displaystyle x,y\in F\implies x+y\in F}
2. {\displaystyle x,y\in F\implies x*y\in F}
3. {\displaystyle x\in F,x\neq 0\implies x^{-1}\in F}

Condițiile 2 și 3 din propoziția de mai sus sunt echivalente cu condiția:
{\displaystyle \forall x\in F,\exists y\in F\setminus \{0\}:x*y^{-1}=1}.

### Exemple de subcorpuri
1. Fie {\displaystyle K} un corp. Atunci {\displaystyle K} este un subcorp al lui {\displaystyle K}.
2. {\displaystyle \mathbb {Q} } este un subcorp al lui {\displaystyle \mathbb {R} }.
3. Fie {\displaystyle \mathbb {Q} ({\sqrt {2}})=\{a+b{\sqrt {2}}\;|\;\forall a,b\in \mathbb {Q} \}}, înzestrat cu operațiile de adunare și înmulțire uzuale. Avem {\displaystyle \mathbb {Q} \subset \mathbb {Q} ({\sqrt {2}})} și {\displaystyle \mathbb {Q} ({\sqrt {2}})\subset \mathbb {R} }.